# Oporinia nigra
Oporinia nigra là một loài bướm đêm trong họ Geometridae.